# Ernst Klee
Ernst Klee (* 15. März 1942 in Frankfurt am Main; † 18. Mai 2013 ebenda) war ein deutscher Investigativjournalist, Filmemacher und Sachbuch-Autor, der vor allem durch seine Recherchen zur Geschichte des Nationalsozialismus bekannt wurde.
Klee hatte bereits zahlreiche Bücher zu Randgruppen (Ausländern, Strafgefangenen, Obdachlosen, Psychiatriepatienten oder Behinderten) veröffentlicht, bevor er sich durch die Aufdeckung von bisher unbekannten Medizinverbrechen, besonders im Zusammenhang mit den NS-Krankenmorden, und deren mangelhafter Strafverfolgung einen Namen als NS-Forscher machte. Aus der Auseinandersetzung mit dem Nationalsozialismus erarbeitete Klee Das Personenlexikon zum Dritten Reich.

## Leben
Ernst Klee wurde als Sohn von Ernst Klee sen. und dessen Frau Helene, geb. Reis, in Frankfurt am Main geboren. Nach einer Lehre als Sanitär- und Heizungstechniker holte Klee das Abitur nach und studierte Theologie und Sozialpädagogik.
Mit Otto Merk als Koautor, einem Vorwort von Walter Dornberger und einem Nachwort von Wernher von Braun erschien 1963 Ernst Klees Erstlingswerk: Damals in Peenemünde. An der Geburtsstätte der Weltraumfahrt, ein als „Dokumentarbericht“ bezeichneter, unkritischer Text über die Heeresversuchsanstalt Peenemünde 1936–1945. Diese kommt, wie schon der Titel vermuten lässt, weder vorrangig als Ort des Raketenwaffen-Programms zur Darstellung noch wird die Fertigung der sogenannten Vergeltungswaffen durch Zwangsarbeiter und KZ-Häftlinge, etwa im KZ Mittelbau-Dora, näher thematisiert.
Von 1973 bis 1982 hatte Klee einen Lehrauftrag für Behindertenpädagogik an der Fachhochschule Frankfurt.
In den 1970er Jahren befasste er sich als Journalist und Sozialarbeiter mit gesellschaftlich ausgegrenzten Gruppen wie Obdachlosen, Psychiatriepatienten und behinderten Menschen. In dieser Zeit arbeitete er mit Gusti Steiner zusammen, der damals den Grundstock für die bundesdeutsche emanzipatorische Behindertenbewegung legte.
Im Jahr 1983 erschien Klees Buch „Euthanasie“ im NS-Staat – Die „Vernichtung lebensunwerten Lebens“, in dem das von der NS-Forschung bis dahin wenig beachtete Thema erstmals grundlegend aufgearbeitet wurde und das heute als Standardwerk gilt; ergänzt wurde es um das 1985 herausgegebene Buch Dokumente zur „Euthanasie“.
Das in Zusammenarbeit mit Willi Dreßen und Volker Rieß entstandene, 1988 herausgegebene Buch „Schöne Zeiten“. Judenmord aus der Sicht der Täter und Gaffer stellt durch das dokumentierte, bislang unbekannte bzw. unveröffentlichte Quellenmaterial, vor allem zu den Massenmorden an Juden durch Einsatzgruppen der Sicherheitspolizei und des SD, Wehrmacht und Waffen-SS während des Deutsch-Sowjetischen Krieges, ein wichtiges Grundlagenwerk der Täter- und Holocaustforschung dar; ebenso das ein Jahr darauf erschienene, zusammen mit Dreßen herausgegebene Buch „Gott mit uns“. Der deutsche Vernichtungskrieg im Osten 1939–1945.
Für das Buch Auschwitz, die NS-Medizin und ihre Opfer erhielt Klee 1997 den Geschwister-Scholl-Preis. Der Historiker Michael Burleigh urteilte, das Buch liefere „zahlreiche neue Erkenntnisse“ und stelle „zweifellos die bislang bedeutendste Untersuchung zur Rolle der Medizin im Dritten Reich“ dar.
Die Stadt Frankfurt am Main ehrte Klee 2001 für das Buch Deutsche Medizin im Dritten Reich. Karrieren vor und nach 1945 mit der Goetheplakette. In der Begründung heißt es, Klees Gesamtwerk sei „geeignet, bürgerliche Freiheit, moralischen und intellektuellen Mut zu fördern und dem Gegenwartsbewusstsein wichtige Impulse zu geben“.
Mit seinem 2003 erschienenen Personenlexikon zum Dritten Reich sei Klee „ein Standardwerk gelungen“, lobte Willi Jasper. Darin versucht Klee personelle Kontinuitäten zwischen dem „Dritten Reich“ und dem Nachkriegsdeutschland aufzuzeigen.
Sein Kulturlexikon zum Dritten Reich in der Ausgabe von 2007 erfuhr sowohl positive als auch negative Beurteilungen in einschlägigen Rezensionen.
Klees Einsatz für die Belange behinderter Menschen war ausschlaggebend dafür, dass sich die vormalige Westfälische Schule für Körperbehinderte in Mettingen im Jahr 2005 ihm zu Ehren in Ernst-Klee-Schule umbenannte.
Klee schrieb auch für die Wochenzeitung Die Zeit. Zwischen 1974 und 1995 erschienen von ihm dort 27 Artikel. Exemplarisch sei auch auf die 2003 publizierte Kritik an der Beschönigung von NS-Karrieren in der Deutschen Biographischen Enzyklopädie verwiesen oder auf seine Darstellung vom Verhältnis deutscher Künstler zu den Vernichtungslagern. Zeit-Redakteur Karl-Heinz Janßen würdigte Ernst Klee: „Auch die Zeitgeschichtsforschung ließ dieses Thema Medizinverbrechen in der NS-Zeit links liegen; […] wäre da nicht der freie Journalist Ernst Klee gewesen, der sich die Mühe macht, Tausende von Prozessakten zu lesen und die Anstaltsarchive zu durchwühlen, wüsste man heute fast nichts über eine der schauerlichsten Untaten dieses Jahrhunderts.“
Kurz vor seinem Tod konnte Klee noch die Arbeiten an seinem Buch Auschwitz. Täter, Gehilfen, Opfer und was aus ihnen wurde. Ein Personenlexikon zum Abschluss bringen, das 2013 posthum erschien.
Klee starb am 18. Mai 2013 nach langer schwerer Krankheit in seiner Heimatstadt. Sein Lektor Walter H. Pehle würdigte ihn in einem Nachruf: „Ernst Klee war ein großer Journalist – und er wurde ein bedeutender Historiker, ein NS-Forscher, der neue Wege ging. Vor allem die Aufklärung der ‚Euthanasie‘-Verbrechen ist mit seinem Namen verbunden.“
Im März 2018 übergab Elke Klee den publizistischen und wissenschaftlichen Nachlass ihres Mannes an die Gedenkstätte Hadamar. Dort soll er baldmöglichst erschlossen und der Forschung zugänglich gemacht werden.

## Auszeichnungen (Auszug)
- 1971: Kurt-Magnus-Preis der ARD, für zwei Features über Strafvollzug und Nichtsesshafte
- 1981: Fernsehfilmpreis der Deutschen Akademie der Darstellenden Künste, für Verspottet
- 1982: Ehrende Anerkennung beim Adolf-Grimme-Preis, für den Fernsehfilm Verspottet – über das Leben einer Kleinwüchsigen (zusammen mit Bernd Liebner)[17]
- 1997: Geschwister-Scholl-Preis
- 2001: Goetheplakette der Stadt Frankfurt am Main
- 2005: Die Behindertenschule im westfälischen Mettingen wird nach Ernst Klee benannt.[18]
- 2007: Wilhelm-Leuschner-Medaille

## Veröffentlichungen (Auswahl)

### Schriften
Als Autor
- mit Otto Merk: Damals in Peenemünde. An der Geburtsstätte der Weltraumfahrt. Ein Dokumentarbericht. Mit einem Vorwort von Walter R. Dornberger und einem Nachwort von Wernher von Braun. Stalling, Oldenburg/Hamburg 1963, DNB 452435137.
- Wege und Holzwege. Evangelische Dichtung des 20. Jahrhunderts. Stelten, Bremen 1969, DNB 457217022.
- Die im Dunkeln … Sozialreportagen (= Dokumente und Manifeste). Patmos, Düsseldorf 1971, DNB 457217006.
- Fips schafft sie alle. Illustriert von Bettina Anrich-Wölfel. Schwann, Düsseldorf 1972, ISBN 3-508-00206-3.
- Knast-Reportagen. Laetare, Stein bei Nürnberg 1973, ISBN 3-7839-0057-3.
- Randgruppenpädagogik. Grundlagen zum Umgang mit Randgruppen, Außenseitern und Gestörten (= Topos-Taschenbücher. Band 9). Patmos, Düsseldorf 1974, ISBN 3-491-00399-7.
- Gastarbeiter-Reportagen (Übersetzung der griechischen Texte durch Homeros Anagnostidis). Laetare, Stein bei Nürnberg 1973, ISBN 3-7839-0044-1.
- Der Zappler. Der körperbehinderte Jürgen erobert seine Umwelt. Ein großes wagemutiges Abenteuer. Illustriert von Bettina Anrich-Wölfel. 3. Aufl. Schwann, Düsseldorf 1981, ISBN 3-590-37102-1.
- Behindertsein ist schön. Unterlagen zur Arbeit mit Behinderten (= Topos-Taschenbücher. Band 25). Patmos, Düsseldorf 1974, ISBN 3-491-00436-5.
- Behinderten-Report (= Informationen zur Zeit). Fischer-Taschenbuch-Verlag, Frankfurt am Main 1974 ff.:
  1. Behinderten-Report. 1979, ISBN 3-436-01807-4.
  2. „Wir lassen uns nicht abschieben“. Bewußtwerdung und Befreiung der Behinderten. 1979, ISBN 3-596-21747-4.
- Miteinander leben. Behinderte unter uns. Evangelische Akademie, Bad Boll 1976 (= Aktuelle Gespräche, 2).
- Der Schrotthaufen der Menschlichkeit. Ein Lesebuch zur sozialen Wirklichkeit in der Bundesrepublik Deutschland; Reports und Reportagen. Patmos, Düsseldorf 1976, ISBN 3-491-77438-1.
- Gefahrenzone Betrieb. Verschleiß und Erkrankung am Arbeitsplatz (= Informationen zur Zeit). Fischer-Taschenbuch-Verlag, Frankfurt am Main 1977, ISBN 3-596-21933-7.
- Sozialprotokolle. Wie wir leben, wie wir sterben. Lehrstücke zum Umgang mit Menschen. Patmos, Düsseldorf 1978, ISBN 3-491-77392-X.
- Psychiatrie-Report (= Informationen zur Zeit). Neuauflage. Fischer-Taschenbuch-Verlag, Frankfurt am Main 1981, ISBN 3-596-22026-2.
- Pennbrüder und Stadtstreicher. Nichtsesshaften-Report (= Informationen zur Zeit). Neuauflage. Fischer-Taschenbuch-Verlag, Frankfurt am Main 1981, ISBN 3-596-24205-3.
- Gottesmänner und ihre Frauen. Geschichten aus dem Pfarrhaus. Fischer-Taschenbuch-Verlag, Frankfurt am Main 1980, ISBN 3-596-26402-2.
- Behindert. Über die Enteignung von Körper und Bewusstsein. Ein kritisches Handbuch. Fischer-Taschenbuch-Verlag, Frankfurt am Main 1987, ISBN 3-596-23860-9.
- „Euthanasie“ im NS-Staat. Die „Vernichtung lebensunwerten Lebens“. Frankfurt am Main 1983; Neuauflage als Taschenbuch, Fischer-Taschenbuch, Frankfurt am Main 1985, ISBN 978-3-596-24326-6. Viele weitere Auflagen (= Fischer – Die Zeit des Nationalsozialismus). Neubearbeitung und erhebliche Erweiterung als:

Euthanasie" im Dritten Reich. Die „Vernichtung lebensunwerten Lebens“. Fischer Taschenbuch, Frankfurt 2010, ISBN 978-3-596-18674-7.
- Was sie taten – was sie wurden. Ärzte, Juristen und andere Beteiligte am Kranken- oder Judenmord (= Fischer – Die Zeit des Nationalsozialismus.) Frankfurt am Main 1986; 12. Aufl. Fischer-Taschenbuch-Verlag, Frankfurt am Main 2004, ISBN 3-596-24364-5.
- Heinrich Kratzmeier (Hrsg.): Querschnittgelähmt – kein Leben vor dem Tod? Hilfen für eine positive Antwort. Mit einer Anzeige von Claudio Kürten (= Hilfe zur Selbsthilfe. Band 6). Verlag für Medizin Fischer, Heidelberg 1987, ISBN 3-88463-100-4.
- „Die SA Jesu Christi“. Die Kirchen im Banne Hitlers. Neuauflage, Fischer-Taschenbuch-Verlag, Frankfurt am Main 1990, ISBN 3-596-24409-9.
- „Durch Zyankali erlöst.“ Sterbehilfe und Euthanasie heute. Fischer-Taschenbuch-Verlag, Frankfurt am Main 1990, ISBN 3-596-10225-1.
- Persilscheine und falsche Pässe. Wie die Kirchen den Nazis halfen. Fischer-Taschenbuch-Verlag, Frankfurt am Main 1991, ISBN 3-596-10956-6 (6. Auflage 2011, ISBN 978-3-596-10956-2).
- „Euthanasie“ im Nationalsozialismus. Dachs, Wien 1994, ISBN 3-224-12971-9 (= Zeitgeschichte, Band 21, Heft 5/6).
- Eine feine Gesellschaft. Soziale Wirklichkeit Deutschland. Patmos, Düsseldorf 1995, ISBN 3-491-72336-1.
- Auschwitz, die NS-Medizin und ihre Opfer (= Fischer – Die Zeit des Nationalsozialismus). S. Fischer Verlag, Frankfurt am Main 1997; Fischer-Taschenbuch-Verlag, Frankfurt am Main 2001, ISBN 3-596-14906-1.
- Deutsche Medizin im Dritten Reich. Karrieren vor und nach 1945. S. Fischer, Frankfurt am Main 2001, ISBN 3-10-039310-4.[19] (Online auf Uli’s Bücherecke).
- Das Personenlexikon zum Dritten Reich. Wer war was vor und nach 1945? S. Fischer, Frankfurt 2003.[20] (5., aktual. Auflage. Fischer Taschenbuch Verlag, Frankfurt am Main 2015, ISBN 978-3-596-16048-8).
- Das Kulturlexikon zum Dritten Reich. Wer war was vor und nach 1945. S. Fischer Verlag, Frankfurt am Main 2007, ISBN 978-3-10-039326-5.[21]
  - Vollständig überarbeitete Ausg. Fischer Taschenbuch Verlag, Frankfurt am Main 2009, ISBN 978-3-596-17153-8 (mit 3600 Einträgen).
- Auschwitz. Täter, Gehilfen, Opfer und was aus ihnen wurde. Ein Personenlexikon. S. Fischer, Frankfurt am Main 2013, ISBN 978-3-10-039333-3.

Als Herausgeber
- Thema Knast. Stelten Verlag, Bremen 1969, DNB 770236081.
- Prügelknaben der Gesellschaft. Häftlingsberichte (= Dokumente und Manifeste). Patmos, Düsseldorf 1971, ISBN 3-491-00318-0.
- Die Nigger Europas. Zur Lage der Gastarbeiter. Eine Dokumentation. 2. Aufl. Patmos, Düsseldorf 1971, ISBN 3-491-00287-7.
- Gastarbeiter. Analysen und Berichte. Suhrkamp, Frankfurt am Main 1972, DNB 720122198.
- Die armen Irren. Das Schicksal der seelisch Kranken. Patmos, Düsseldorf 1972, ISBN 3-491-00361-X.
- Resozialisierung. Ein Handbuch zur Arbeit mit Strafgefangenen und Entlassenen. Claudius, München 1973, ISBN 3-532-61808-7.
- Behinderte im Urlaub? Das Frankfurter Urteil; eine Dokumentation (= Informationen zur Zeit). Fischer-Taschenbuch-Verlag, Frankfurt am Main 1980, ISBN 3-596-24229-0.
- Dokumente zur „Euthanasie“. Fischer Taschenbuch, Frankfurt am Main 1985; 6. Auflage ebenda 2006, ISBN 978-3-596-24327-3.
- „Schöne Zeiten“. Judenmord aus der Sicht der Täter und Gaffer. S. Fischer, Frankfurt am Main 1988, ISBN 3-10-039304-X.
- mit Willi Dressen und Volker Riess: „Gott mit uns“. Der deutsche Vernichtungskrieg im Osten 1939–1945. S. Fischer, Frankfurt am Main 1989, ISBN 3-10-039305-8.

Artikel
- Von deutschem Ruhm. In: Die Zeit. Nr. 40/2003; Klees Kritik an der Deutschen Biographischen Enzyklopädie.
- … wie ein Hammer auf den Kopf. In: Die Zeit. Nr. 9/1977; Klees Kritik am psychiatrischen Elektroschock.

### TV-Dokumentationen
- Verspottet. Ein Film von Bernd Liebner und Ernst Klee über das Leben von Kleinwüchsigen. SFB, 1980, ca. 73 Min. Video (YouTube).
- „Alles Kranke ist Last …“. Die Kirchen und die „Vernichtung lebensunwerten Lebens“. Hessischer Rundfunk, 1988, ca. 35 Min. Video (YouTube).
- Persilscheine und falsche Pässe. Hessischer Rundfunk, 1991, 45 Min.[22] (Ebenfalls 1991 erschien Klees Buch zum selben Thema: Persilscheine und falsche Pässe. Wie die Kirchen den Nazis halfen.)
- Die Hölle von Ueckermünde. Psychiatrie im Osten. Buch und Regie: Ernst Klee. Hessischer Rundfunk, 1993, 43 Min. Video (YouTube). Anhand zweier Anstalten in den neuen Bundesländern werden negative Seiten der kustodialen Psychiatrie zwei Jahre nach der Wiedervereinigung gezeigt[23].
- Sichten und vernichten. Psychiatrie im Dritten Reich. Hessischer Rundfunk, 1995, 44 Min. Video (YouTube).
- Ärzte ohne Gewissen. Menschenversuche im Dritten Reich. Buch und Regie: Ernst Klee. Hessischer Rundfunk, 1996, 59 Min. Video (YouTube).